# Hardcore Hooligan
Hardcore Hooligan är ett samlingsalbum av det brittiska oi!-punkbandet The Business, utgivet 2003.

## Låtlista
1. "Hardcore Hooligan" - 1:37
2. "Southgate (Euro 96)" - 2:16
3. "Terrace Lost Its Soul" - 2:48
4. "Saturday's Heroes" - 2:12
5. "Viva Bobby Moore" - 2:55
6. "Maradonna" - 2:56
7. "England 5, Germany 1" - 2:52
8. "Guinness Boys" - 3:10
9. "Handball" - 2:36
10. "3 Lions" - 2:16
11. "Boys Are Out Tonight" - 2:04
12. "No One Likes Us" - 1:40

### Fotnoter
1. ↑  ”Hardcore Hooligan”. Discogs.com. http://www.discogs.com/Business-Hardcore-Hooligan/master/398444. Läst 3 maj 2012.